# Providence (Utah)
Providence es una ciudad ubicada en el condado de Cache en el estado estadounidense de Utah. En el año 2000 tenía una población de 4.377 habitantes. Providence se localiza dentro de los límites metropolitanos de la ciudad de Logan. La región fue colonizada por pioneros mormones bajo la dirección de Brigham Young que, por su ubicación a orillas del delta de un río y por los paisajes de montaña, los religiosos nombraron su comunidad Providence (en español, providencia).

## Geografía
Providence se encuentra ubicado en las coordenadas 41°42′18″N 111°48′51″O / 41.70500, -111.81417. Según la Oficina del Censo, la localidad tiene un área total de 7,3 km² (2,8 mi²), de la cual toda es tierra.

## Demografía
Según la Oficina del Censo en 2000, había 4.377 personas y 1082 familias residentes en el lugar, 96.73% de los cuales eran personas de raza blanca.
Según la Oficina del Censo en 2000 los ingresos medios por hogar en la localidad eran de $56,129, y los ingresos medios por familia eran $58,856. Los hombres tenían unos ingresos medios de $39,306 frente a los $27,074 para las mujeres. La renta per cápita para la localidad era de $21,201.